# Campeonato Brasileiro da BWF
O Campeonato Brasileiro da BWF é um título de luta livre profissional pertencente a BWF, sendo disputado exclusivamente pelos lutadores da companhia.
Os campeões são determinados com a realização de combates de luta livre profissional, em que os vencedores de cada combate são pré-determinados por um roteiro. Até o presente mês de Julho de 2025, um total de sete lutadores conquistaram o título. O primeiro campeão foi Xandão, e o atual é Dante.

## Reinados
Até 16 de março de 2025, houve sete campeões. O campeão inaugural foi Xandão. O segundo campeão foi Nocaute Jack, que ganhou o título em 4 de novembro de 2011.. O terceiro campeão foi Rurik Jr, que ganhou o título em 10 de dezembro de 2016, no evento BWF Noite dos Campeões, acabando com o longo reinado de Nocaute Jack. O quarto campeão foi Max Miller, que ganhou o título em 15 de dezembro de 2018, no evento BWF Noite dos Campeões II, acabando com o reinado de dois anos de Rurik Jr. O quinto campeão foi Victor Boer que conquistou o título contra Max Miller no evento BWF Noite dos Campeões III, usando o título Maremoto. O sexto campeão foi Taylor Skinner, que encerrou o reinado de Victor Boer no BWF Telecatch 384. O sétimo e atual campeão é Dante que conquistou o título usando o título do Maremoto no meio da revanche entre Skinner e Boer no BWF Noite dos Campeões V.
| Reinado | O número de reinados para o lutador específico listado    |
| Local   | A cidade em que o título foi ganho                        |
| Evento  | O evento promovido pela empresa em que o título foi ganho |
| +       | Indica os dias do atual reinado em contagem               |

| Nº | Campeão        | Reinado | Data                    | Dias com o título | Local         | Evento                            | Notas                                                   | Ref.  |
| -- | -------------- | ------- | ----------------------- | ----------------- | ------------- | --------------------------------- | ------------------------------------------------------- | ----- |
| 1  | Xandão         | 1       | 7 de julho de 2010      | 485               | São Paulo, SP | BWF                               |                                                         | [ 2 ] |
| 2  | Nocaute Jack   | 1       | 4 de novembro de 2011   | 1863              | São Paulo, SP | BWF                               |                                                         | [ 2 ] |
| 3  | Rurik Jr       | 1       | 10 de dezembro de 2016  | 735               | São Paulo, SP | BWF Noite dos Campeões (CE Mooca) | Derrotou Nocaute Jack, com interferência de Max Miller. |       |
| 4  | Max Miller     | 1       | 15 de dezembro de 2018  | 414               | São Paulo, SP | BWF Noite dos Campeões II         | Nocaute Jack e Max Miller derrotaram Rurik Jr e Albert. | [ 3 ] |
| 5  | Victor Boer    | 1       | 02 de fevereiro de 2020 | 917               | São Paulo, SP | BWF: Noite dos Campeões III       | Usou o título Maremoto para derrotar Max Miller.        |       |
| 6  | Taylor Skinner | 1       | 07 de agosto de 2022    | 132               | São Paulo, SP | BWF Telecatch 384                 | Derrotou Victor Boer                                    |       |
| 7  | Dante          | 1       | 17 de dezembro de 2022  | 196+              | São Paulo, SP | BWF Noite dos Campeões V          | Usou o título Maremoto para derrotar Taylor Skinner     |       |